# 일본의 마천루

도쿄도 신주쿠구 니시신주쿠의 마천루군

일본의 마천루에 대해 설명한다. 2012년 8월 30일 기준으로 일본에서 가장 높은 빌딩은 높이 300m의 아베노 하루카스이다.

## 정의
어느 정도 높이의 건물을 마천루로 부르는지에 대해서는 국제적으로도 일본 내에서도 명확한 정의는 없다. 마천루라는 용어는 일본에서 처음으로 높이 100m를 초과하는 건물인 가스 미가 세키 빌딩 (높이 147m)에 처음 사용되었다. 또한 법률에도 정의는 존재하지 않지만 건축 기준법 시행령 제36조, 가스 사업법 시행 규칙 제106조 등에서 높이가 60m를 넘는 빌딩에 대해 건축 구조 및 방화 구조 등에 대해 이하 높이의 빌딩과는 다른 제한을 부과하는 것보다 60m 이상이 초고층 건축물이라는 생각도 있다.

### 초고층 건축물에 관한 법령상의 규정
항공법 51 조에서는 지상 또는 수면으로부터 높이 60m 이상의 높이의 건물에는 원칙적으로 항공장애 등의 설치가 의무이며 대부분의 초고층 빌딩에는이 장치가 설치되어있다. (단, 빌 군 안에 있는 건물의 경우 60m 이상도 설치되지 않는 경우도 있다.) 공항에서 최대 24km 이내 지역에서는 건물의 높이 규제가 걸려있다. 또한 지방 자치 단체에 따라 일정한 높이 또는 연면적을 초과하는 대규모 건축물에 대하여는 그 존재와 공유에 의한 주변의 경관 변화, 일조 방해, 간섭, 풍해, 교통 문제 등이나 공사중의 소음, 진동, 지반 변위 영향의 저감을 도모하기 위해 환경 영향 평가를 의무화하고있다.

### 일본에서 가장 높은 빌딩의 변천
| 준공 연도 | 이름                      | 위치                            | 높이 | 층수 | 설계                                           |
| --------- | ------------------------- | ------------------------------- | ---- | ---- | ---------------------------------------------- |
| 1888년    | 전망 카쿠 (현존하지 않음) | 가나가와 현 요코하마 시 니시 구 | 31m  | 5층  |                                                |
| 1889년    | 凌雲閣 (현존하지 않음)    | 오사카 부 이즈미사노 시         | 39m  | 9층  |                                                |
| 1890년    | 凌雲閣 (현존하지 않음)    | 오사카 부 오사카 시 스미노에구  | 52m  | 12층 | 윌리엄 K 버튼                                  |
| 1935년    | 미쓰코시 본점 (증축 후)   | 도쿄 도 미나토 구               | 60m  | 7층  | 나카무라 덴디                                  |
| 1936년    | 국회의사당 중앙탑         | 아이치 현 나고야 시 나카무라 구 | 65m  | 9층  | 임시 의회 건축국                               |
| 1964년    | 뉴오타니 호텔 본관        | 아이 치현 나고야시 나카무라 구  | 73m  | 17층 | 다이 세이 건설                                 |
| 1968년    | 가스미가세키 빌딩         | 도쿄 도 미나토 구               | 156m | 36층 | 미츠이 부동산 , 야마시타 도시오                |
| 1970년    | 세계 무역 센터            | 도쿄 도 미나토 구               | 163m | 40층 | 닛켄 설계 , 무토 구조 역학 연구소              |
| 1971년    | 게이오 플라자 호텔        | 도쿄 도 신주쿠 구               | 179m | 47층 | 일본 디자인                                    |
| 1974년    | 신주쿠 스미토모 빌딩      | 도쿄 도 신주쿠 구               | 210m | 52층 | 닛켄 설계                                      |
| 1974년    | 신주쿠 미쓰이 빌딩        | 도쿄 도 신주쿠 구               | 225m | 55층 | 미츠이 부동산 일본 디자인                      |
| 1978년    | 선샤인 60                 | 도쿄 도 도시마 구               | 240m | 60층 | 미츠비시 토지 설계 , 무토 구조 역학 연구소     |
| 1991년    | 도쿄 도청사 제 1 본청사   | 도쿄 도 신주쿠 구               | 243m | 48층 | 단게 겐조 도시 건축 디자인 연구소              |
| 1993년    | 요코하마 랜드마크 타워    | 가나가와 현 요코하마 시 니시 구 | 296m | 70층 | 미츠비시 토지설계, 더 스타빈스 어소 시에이츠   |
| 2012년    | 아베노 하루카스           | 오사카 부 오사카 시 아베노 구   | 300m | 60층 | 다케나카 코무 텐, 펠리 클라크 펠리 건축 사무소 |